# Hasdrubal (Tredje Puniske Krig)
Hasdrubal (Punisk: 𐤏𐤆𐤓‬𐤁‬𐤏𐤋‬, ʿAzrubaʿal ) var en karthaginsk general under den Tredje Puniske Krig. Lidt vides om ham. Han er undertiden også kendt som "Hasdrubal Boetharchen". Boetharch var et karthagisk embede, hvis nøjagtige funktion er uklar. Det kan stamme fra det oldgræske udtryk "βοηθός (boēthós)" eller "hjælpesoldat", hvilket tyder på en lederrolle blandt Karthagos lejesoldater. Det skal ikke forveksles med den græske titel boeotarch — en leder af det boeotiske konføderation.

## Liv
Den Anden Puniske Krig sluttede i 201 f.Kr., og fredstraktaten tillod ikke Karthago at føre nogen krig uden Roms tilladelse. Masinissa af Numidia — en allieret af Rom — udnyttede dette til at plyndre og erobre karthagisk territorium. I 149 f.Kr. sendte Karthago en hær under Hasdrubal ledelse mod Masinissa (i strid med fredstraktaten). Militærkampagnen sluttede ved Slaget ved Oroscopa, hvor Karthago blev besejret og Hasdrubal overgav sin hær.
Hasdrubal overlevede og ledte de karthagiske styrker ved belejringen af Karthago i 146 f.Kr. Deres nederlag til Scipio Aemilianus — prokonsul for den Romerske Republik — bragte krigen til en ende. Der var ingen tvivl om Hasdrubals militære dygtighed, da hans hær var blevet veltrænet og udrustet. Hans arbejde med at forsvare Karthago kostede romerne et vanskeligt felttog for at undertvinge forsvarerne. Hans taktiske evner blev dog overskygget af Masinissas og Scipios.
I henhold til Polybios forbandede Hasdrubals kone sin mand, efter at han havde overgivet sig til Scipio. Herefter skar hun halsen over på deres to sønner, kastede dem ind i et brændende tempel og stormede selv derind. Hasdrubal blev taget til Rom og udstillet under Scipios triumf, men fik senere lov til at leve i fred i Italien.
Dette kan være den samme general Hasdrubal, som blev besejret nær byen Tunes (i dag Tunis) af den numidiske konge, Masinissa, lige efter krigen blev erklæret (149 f.Kr.).
Dette kan være den samme general Hasdrubal, som blev besejret nær byen Tunes (nu Tunis) af den numidiske konge Masinissa, lige efter krigserklæringen (149 f.Kr.).

## Eksterne links
- Wikimedia Commons har flere filer relateret til Hasdrubal the Boetharch
- Polybius, Fragments of Book XXXVIII, 7
- Livius.org: Hasdrubal Arkiveret 2013-01-23 hos  Wayback Machine
- William Smith, "Dictionary of Greek and Roman biography and mythology, Volume 2", C.C. Little and J. Brown, 1849 .